# Батула-чінсан
Батула-чінсан (*д/н — 1416) — 1-й очільник Дербен-Ойрата в 1399—1416 роках. В китайських джерелах відомий як Бахаму або Махаму.

## Життєпис
Син Хуухай Тайу (Худай-Тайю, Хутхай Тафу), нойона ойратського племені чорос. Можливо Батула прийняв іслам під ім'ям Махмуд, звідси китайський варіант імені — Махаму.
За одними відомостями на бенкеті, організованому великим каганом Нігулесугчі-ханом на честь Хуухай Тайу (той допоміг каганові вбити власного брата) сталася сварка між ними, внаслідок чого кагана наказав схопити і стратити Хуухай Тайу. За іншою версією останній загинув внаслідок інтриг ханші Елзит — звинуватила Хуухай Тайу у спроби свого зґвалтування.
Для відшкодування загибелі батька Батула та його брат Угечі-Хашигу отримали по 2 тумени ойратів. Невдовзі Батула оженився на доньці кагана — Самур-гунджи та отримав титул чінсана (головного міністра).
У 1399 році Батула і Угечі-Хашигу раптово напали на великого кагана, якому завдали поразки й стратили. За іншою версією це зробив лише Угечі-Хашигу, який став новим великим каганом під ім'ям Оруг Темур-хан. В свою чергу Батула отримав повну владу над ойратами, заснувавши об'єднання Дербен-Ойрат.
У 1402 році Оруг Темур-хан призначив намісника з широкими повноваженнями, яким став Аргутай, що отримав титул чінсана. Це викликало невдоволення Батули, що на той час був єдиним чінсаном. Разом з тим останній намагався внутрішньо зміцнити ойратський союз, але переважно зусилля спрямував на підкорення оаз Хамі і Турфан, вступивши у протистояння з Мухаммадом, ханом Могулістаном. Початком війни стало захоплення 1408 року важливого міста Бешбалик.
Не підтримав брата у боротьбі з Олдз Темур-ханом, що спричинило поразку Оруг Темур-хана. У 1409 році Батула очолив повстання ойратів проти нового кагана, якому завдав поразки, змусивши відступити за Керулен. Невдовзі отримав від мінського імператора Чжу Ді титул шунь-нін-вана (слухняний і мирний князь). Батула рушив до Ордосу на з'єднання з мінською армією.
У 1412 році в битві біля Керулену Батула завдав поразки Олдз Темур-хану, який потрапив у полон до ойратів й був страчений. захопив владу в західній Монголії, де оголосив Делбег-хана новим каганом Монгольської держави. Втім його влада була визнана не більше ніж на третині всіх монгольських земель. В центральній та східній Монголії отаборився Аргутай, що не визнав Делбег-хана.
У 1413 році почалася нова війна з Китаєм. Війська Батули перетнули Керулен, зайнявши центральну Монголію. Аргутай вступив у союз з династією Мін. У 1414 році Батула і Делбег-хана атакували Аргутая, який вимушений був утікати до Китаю. У відповідь китайське військо на чолі із імператор Че-цзу на початку 1415 року завдало поразки ойратам в долині між річками Туула і Керулен, проте через важкі втрати імператор був змушений повернутися до Китаю. Того ж року Дербег-хан загинув.
Батула продовжив боротьбу проти нового великого кагана Ойрадай-хана. Проте вимушений був відступити до Джунгарської улоговини. 1416 року в битві біля Хамі зазнав поразки від монголів, потрапив у полон й був страчений. Його син Тогон-тайши у 1417 році отримав владу над Дербен-Ойратом.